# Solpugema scopulata
Solpugema scopulata är en spindeldjursart som först beskrevs av Karsch 1880.  Solpugema scopulata ingår i släktet Solpugema och familjen Solpugidae. Inga underarter finns listade i Catalogue of Life.